# Championnat du monde de Formule 1
Le championnat du monde de Formule 1 est un championnat de course automobile organisé par la Fédération internationale de l'automobile (FIA). 
Le titre de champion du monde des pilotes est attribué depuis la première édition en 1950. La Coupe des Constructeurs créée en 1958, devenue en 1982 le championnat du monde des constructeurs, revient à l'écurie ayant remporté le plus de points à l'issue de la saison.

## Histoire

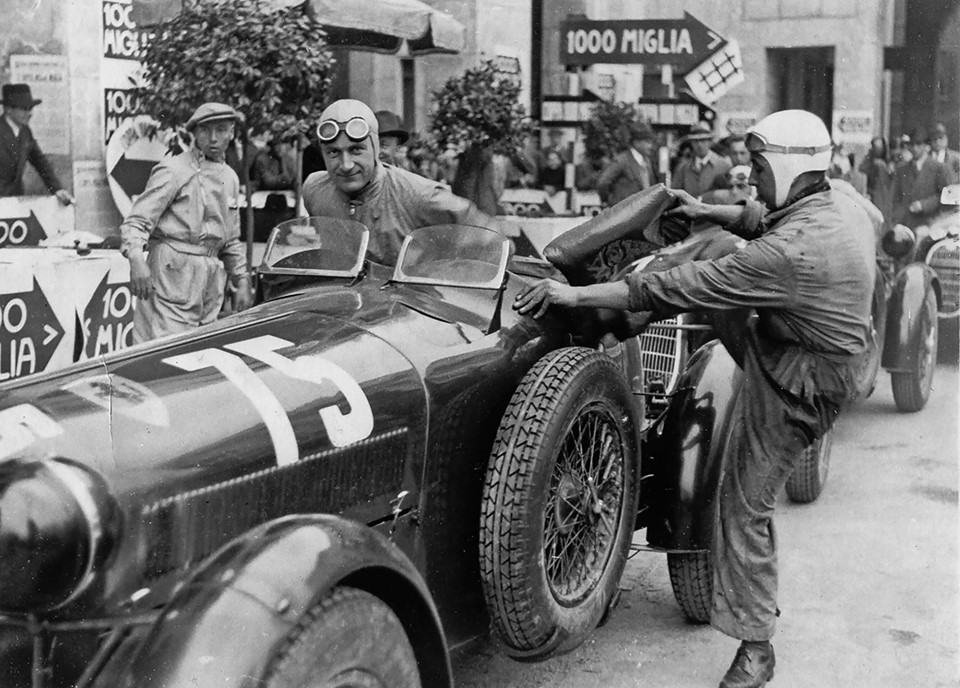
Antonio Brivio (à gauche) en 1936.

Un an après la création du championnat du monde moto en 1949 par la FIM, la Fédération internationale de l'automobile, sur proposition du comte Antonio Brivio, met sur pied en 1950 un championnat du monde réservé aux pilotes de Formule 1, cette réglementation ayant été définie quatre années plus tôt. Sept épreuves sont retenues parmi les anciennes Grandes Épreuves pour cette première édition : six Grands Prix et paradoxalement les 500 miles d'Indianapolis, cette course se courant encore sous l'ancienne Formule Internationale, qui permet de donner un caractère mondial à la compétition. La Commission sportive internationale (CSI), organe de la FIA est chargé de la gestion et de l'organisation des courses. 
Le championnat du monde des pilotes est officiellement lancé le samedi 13 mai 1950 à Silverstone à l'occasion du Grand Prix de Grande-Bretagne
En 1952 et 1953, en raison de la défection des principaux constructeurs de Formule 1 (retraits d'Alfa Romeo et de Talbot-Lago), les championnats se courent sous la réglementation Formule 2. Trois courses seront par la suite ouverte aux monoplaces de Formule 2, les Grands Prix d'Allemagne 1957 et 1958, et du Maroc 1958.
En 1958, la Coupe des Constructeurs est créée, qui devient le Championnat du monde des constructeurs à partir de 1982, sans que les 500 miles d’Indianapolis ne soient pas pris en compte dans ce classement.
La révolution technologique qui agite la Formule 1 de la fin des années 1970 va de pair avec les grandes manœuvres politiques qui s'engagent. Réunies au sein de la Formula One Constructors Association (FOCA), un groupe de pression destiné à défendre leurs intérêts, les principales écuries britanniques entendent peser plus lourdement sur la direction de la discipline en profitant de la passivité de la CSI jusqu'à l'élection à sa tête, en 1978, du Français Jean-Marie Balestre. Inquiets des performances du moteur Renault turbo, les Britanniques demandent son interdiction, conscients qu'une technologie aussi pointue et coûteuse ne peut être maîtrisée que par les grands constructeurs (Renault, Ferrari, Alfa Romeo). De son côté, la CSI (qui devient FISA) entend améliorer la sécurité des Grands Prix et souhaite interdire les jupes, ces éléments aérodynamiques qui donnent toute leur efficacité aux wing cars. Cette lutte d'influence entre la FOCA de Bernie Ecclestone et la FISA de Balestre, connue sous le nom de « conflit FISA-FOCA », laisse craindre un temps la constitution d'un championnat parallèle (l'organisation du Grand Prix d'Afrique du Sud 1981 sous l'égide de la World Federation of Motor Sport, fédération « fantôme » créée par la FOCA, ira d'ailleurs en ce sens, mais sans suite) avant que les différents acteurs concernés ne signent, au printemps 1981, les « Accords de la Concorde » qui entérinent le partage des pouvoirs entre FISA et FOCA.
Lors de la signature du deuxième « accord Concorde » en 1987, Ecclestone cesse d'être propriétaire d'écurie et crée Formula One Promotions and Administration (FOPA) pour gérer les droits télévisuels des écuries. FOPA deviendra quelque temps plus tard Formula One Management (FOM). FOPA perçoit 49 % des revenus télévisuels : 1 % revient aux écuries et 50 % à la FIA. FOPA perçoit également tous les frais payés par les promoteurs et verse des prix en espèces aux écuries. Le troisième « accord Concorde » est signé en 1992. C'est durant cette période que le 500e Grand Prix comptant pour le championnat se déroule, en Australie.
En 1993, la FISA est réformée et absorbée par la FIA, qui est donc désormais directement chargée des affaires sportives.
Lors de la signature du quatrième « accord Concorde » en 1995, la FIA a décidé d'accorder les droits commerciaux de la Formule 1 à la FOM pour une période de 14 ans. En échange, Ecclestone devait verser un paiement annuel. La FOM détenant des droits exclusifs sur des noms d'équipes populaires comme McLaren, Williams et Tyrrell, les équipes susmentionnées ont protesté en rejetant l'accord Concorde suivant en 1997. Un compromis a été trouvé et un nouvel « accord Concorde » a été signé par toutes les équipes en 1998.
En 2009, une série d'affrontements politiques entre la FIA et la Formula One Teams Association (FOTA) sur la question de la réglementation de la saison 2010 culmina à la veille du Grand Prix de Grande-Bretagne lorsque les écuries de la FOTA annoncèrent leur intention de créer un championnat parallèle indépendant de la FIA. Le différend s'est ensuite apaisé au point qu'un nouvel « accord Concorde » fut signé en août 2009.
En janvier 2017, la holding SLEC détenue par Bernie Ecclestone, qui intègre FOM depuis 1996, est vendue à l'entreprise américaine Liberty Media. Chase Carey devient le nouveau « patron » de la Formule 1. En 2021, Stefano Domenicali lui succède.
En 2019, le 1000e Grand Prix se déroule, en Chine.

## Pays hôtes

Pays accueillant une épreuve comptant pour le championnat du monde :

- 1–10 fois
- 11–25 fois
- 26–50 fois
- 51–75 fois
- >76 fois

## Écuries présentes en 2025
| Écurie                        | Motorisation  | Siège social            |
| ----------------------------- | ------------- | ----------------------- |
| Stake F1 Team                 | Ferrari       | Hinwil                  |
| Racing Bulls                  | Honda         | Faenza                  |
| Scuderia Ferrari              | Ferrari       | Maranello               |
| Haas F1 Team                  | Ferrari       | Banbury                 |
| McLaren F1 Team               | Mercedes AMG  | Woking                  |
| Mercedes-AMG Formula One Team | Mercedes AMG  | Brackley, Northampton   |
| Oracle Red Bull Racing        | Honda         | Milton Keynes           |
| Alpine F1 Team                | Renault Sport | Viry-Châtillon, Enstone |
| Aston Martin F1 Team          | Mercedes AMG  | Silverstone             |
| Williams F1 Team              | Mercedes AMG  | Grove                   |

## Logos

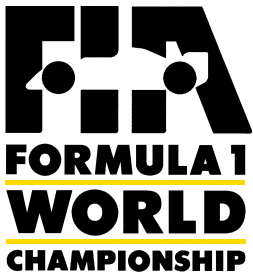
Logo utilisé de 1987 à 2001
Logo utilisé de 1994 à 2017
Logo depuis 2017